# Highlight
 (mars 2025).
Pour les articles homonymes, voir Beast.
Highlight (hangeul : 하이라이트), anciennement connu comme Beast (hangeul : 비스트), est un boys band sud-coréen composé de 4 ou 5 membres (originellement 6), formé en 2009 par Cube Entertainment. Les garçons font rapidement l'objet d'une grande curiosité, la plupart d'entre eux bénéficiant déjà d'une certaine notoriété. Ils sont par ailleurs filmés plusieurs semaines avant leurs débuts officiels au cours d'une émission documentaire de huit épisodes intitulée MTV B2ST. Ils font leurs débuts officiels le 16 octobre 2009, avec la chanson Bad Girl au Music Bank.
Beast quittent leur agence en octobre 2016 et créés leur propre agence nommée Around Us Entertainment. Ainsi, ils font leur retour sous un nouveau nom, Highlight, le 21 mars 2017 avec le MV Plz Don't Be Sad.
Ils font leurs débuts le 14 octobre 2009 avec un EP intitulé Beast Is the B2ST. Leur deuxième mini-album Shock of the New Era sort le 28 février 2010. Leur troisième mini-album Mastermind sort le 30 septembre 2010. Leur quatrième mini-album Light Go On Again sort le 9 novembre 2010. Ils ont ensuite fait découvrir leur EP My Story le 12 décembre 2010 lors de leur concert Welcome to B2ST Airlines mais il n'est disponible que le 24 décembre 2010. Enfin, leur tout premier album intitulé Fiction and Fact est sorti le 17 mai 2011. Le 10 juillet 2012, ils annoncent leur retour. Le 22 juillet 2012, le groupe sort son cinquième mini-album Midnight Sun.
Le 19 juillet 2013, Beast sort son deuxième album studio Hard to Love, How to Love. Le 16 juin 2014, le groupe sort son sixième mini-album Good Luck, suivi plus tard par leur septième, Time le 20 octobre 2014. Le 27 juillet 2015, le groupe sort son huitième mini-album Ordinary. Le 4 juillet 2016, le groupe sort son troisième album studio Highlight.

## Histoire

### Débuts avecBeast Is the B2ST(2009)
C'est le 10 octobre 2009 qu'apparaissent les premiers teasers du groupe. Plusieurs vidéos mettant en scène les garçons sont diffusées sur Internet. Chorégraphies, distribution de flyers... tous les moyens sont mis en œuvre pour leurs offrir les débuts les plus retentissants possibles. Le dernier teaser, BEAST Is The B2ST, est dévoilé le 14 octobre 2009. Salué par le public, il deviendra l'intro de leur premier mini-album. Le groupe débute officiellement avec la chanson "Bad Girl". Le succès est immédiat. Leur premier album doit faire l'objet d'une réédition et plusieurs contrats de publicité sont conclus à travers l'Asie. Mystery confirme la tendance. Les récompenses pleuvent.

### DeShock of the New EraàMy Story(2010)

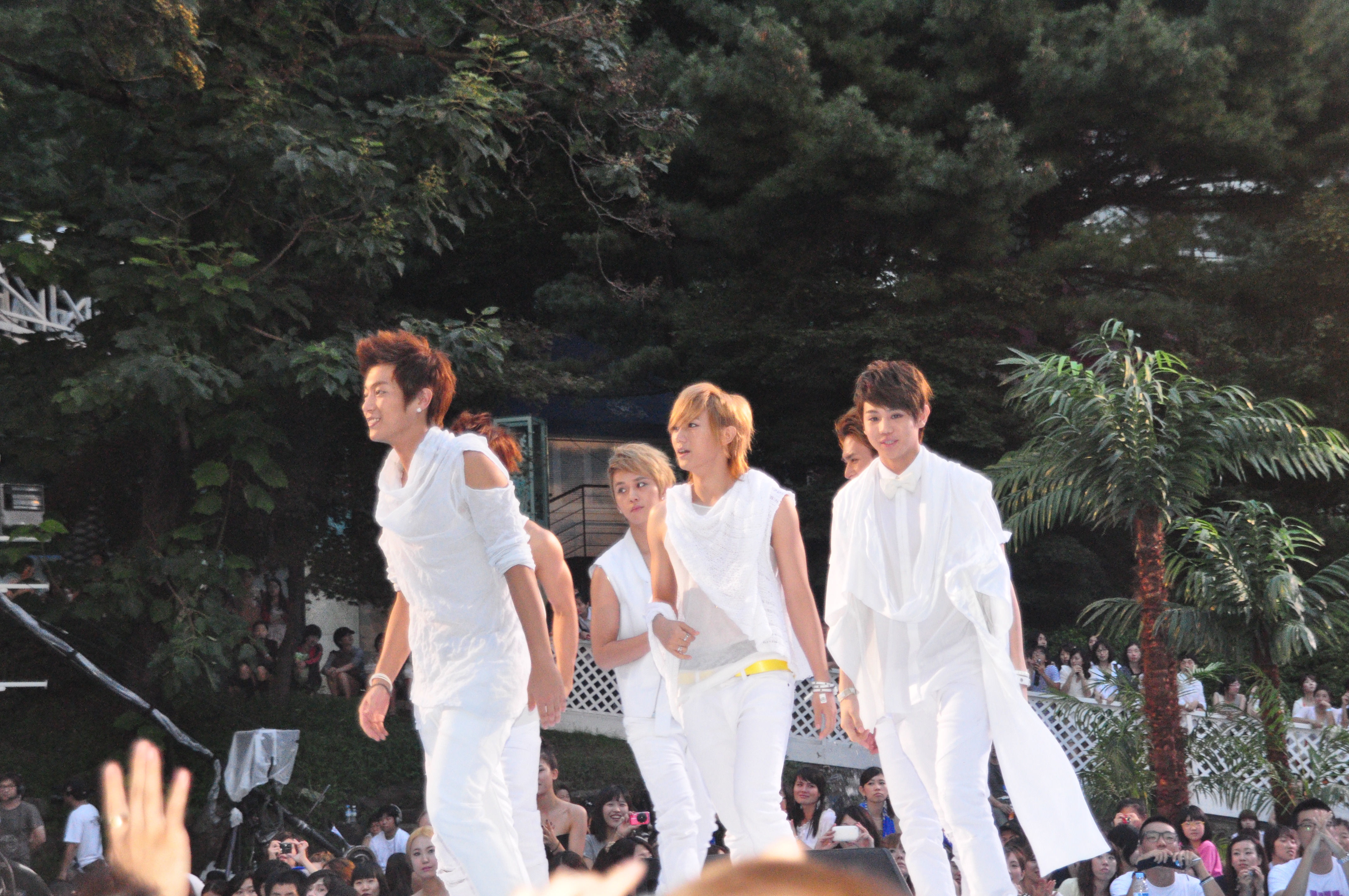
Beast sur scène en 2010.

Les garçons débutent à l'international en janvier 2010, à Taïwan, avec le soutien d'Universal Records. Ils mettent ensuite un terme à la promotion de Mystery et commencent à préparer leur retour.
Leur second mini-album est officiellement prévu pour le 2 mars 2010, mais des fuites sur Internet obligent Cube Entertainment a révélé Shock of the New Era avec un jour d'avance. Le succès est une nouvelle fois au rendez-vous. La chanson titre de l'album, Shock, est même récompensée au M Countdown. Fin mars 2010, le groupe crée la surprise en interprétant Despite Holding on (version originale de Noël). Les qualités vocales des garçons impressionnent. Mi-avril, le groupe révèle le MV de Take Care of My Girlfriend (Say No), réalisé par les garçons sans l'assistance de leur staff et pour leurs fans. La semaine suivante, c'est une version humoristique de "Mystery" qui est présentée au cours de leur nouvelle émission de télé réalité MTV B2ST Almighty. Le retour du groupe se fait attendre. Yo Seob, blessé, doit être opéré. Pour faire patienter les fans, une ballade, "Clenching A Tight Fist", est révélée début septembre. L'accueil des B2UTY (fan-club) est très favorable.
Les garçons sont finalement de retour en octobre 2010 avec Mastermind, dont la chanson titre est Breath. La seconde partie de l'album, Lights Go on Again sort début novembre. La fin de l'année 2010 est marquée par le tout premier concert du groupe, Welcome to Beast Airline, au Stade olympique de Séoul. Trois nouvelles chansons inédites et écrites par les garçons à destination de leurs fans sont présentées : When the Door Closes (Du Jun et Dong Woon), Thanks to (Jun Hyung et Yo Seob), Let It Snow (Hyun Seung et Gi Kwang). La version intégrale de Lights Go On Again est également révélée. Le tout est regroupé dans un mini-album exclusif intitulé My Story.

### Débuts au Japon etFiction and Fact(2011)
Début 2011, deux nouvelles dates sont ajoutées au concert Welcome Back to Beast Airline, les 18 et 19 février, pour satisfaire l'attente des fans. Les garçons débutent ensuite au Japon et révèlent pour l'occasion la version nippone de Shock, qui fera l'objet d'un mini-album. Mi-mars, le groupe sort un nouveau single intitulé Rainbow (reprise de la chanson éponyme de Fukuyama Masaharu). Fin avril, le trio Du Jun, Gi Kwang et Jun Hyung révèlent Should I Hug or Not ?, en collaboration avec S. Tiger. Dans la foulée, Cube Entertainment annonce la tenue prochaine de fan-meetings dans toute l'Asie, et le retour imminent des garçons en Corée. C'est chose faite le 11 mai 2011, le groupe dévoile "On Rainy Days", la chanson titre de leur tout premier album, Fiction and Fact, sorti quelques jours plus tard. Le travail des garçons est récompensé par une victoire au Music Bank le 27 mai. Dans le même temps, le groupe continue sa promotion au Japon, en révélant le MV de la version japonaise de Bad Girl.

### Tournée mondiale etMidnight Sun(2012)

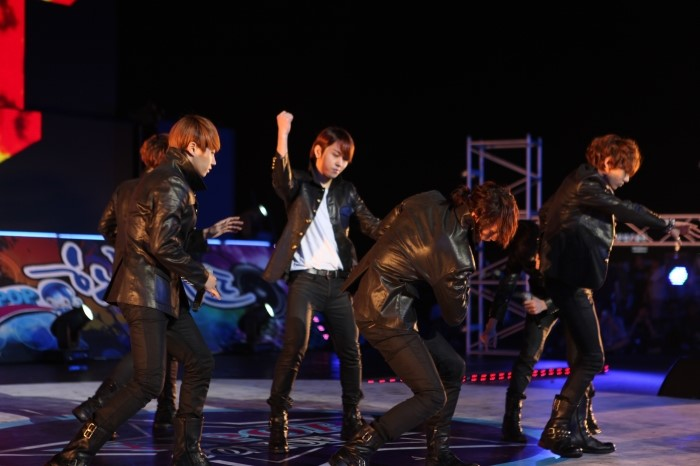
Beast sur scène en 2012.

Durant 2012, trois singles sont dévoilés un à un en janvier, février et mars, puis un mini-album coréen prévu pour juillet. De plus, le groupe se prépare pour une tournée qui commencera le 4 février à Séoul. Les garçons donneront un total de 35 concerts, dans 14 pays.

### Hard to Love, How to Love(2013)
Le 29 mai 2013, Beast sort le single digital Will You Be Okay?, une ballade écrite par l'un des membres, Yong Junhyung. Le titre se place d'ailleurs premier du Billboard K-Pop Hot 100 pour la semaine du 6 au 13 juin. Le 19 juin, le MV de I'm Sorry est mis en ligne, titre issu du prochain album du groupe.
Le 19 juillet, le second album studio du groupe, Hard to Love, How to Love est publié, par cette occasion le MV du titre principal, Shadow (Geurimja) est mis en ligne. Ce nouvel album du groupe est un véritable succès puisque peu de temps après, il s'est placé en première place de huit classements tels que MelOn, Mnet, Bugs et Soribada. Les autres chansons de l'album se sont également fait une place dans les classements.

### Good LucketTime(2014)
Le 20 mai 2014, le MV du titre nippon, Adrenaline est mis en ligne, le single, quant à lui, ne sortira qu'une semaine plus tard. Fin mai, le retour du groupe est annoncé pour juin, plus précisément le 16 juin. Le 10 juin, le clip vidéo de la ballade, No More, issu de leur prochain album, est mis en ligne. Le 16 juin 2014, le groupe sort son sixième mini-album, Good Luck accompagné du MV du titre-phare du même nom.
Le 15 septembre, il est annoncé que le groupe fera un second retour à la mi-octobre. Ainsi, leur septième EP, Time est publié le 20 octobre 2014 accompagné du MV du titre principal, 12:30.

### Singles japonais etOrdinary(depuis 2015)
Le 17 mars 2015, Le groupe tient une conférence de presse au Japon afin de fêter sa cinquième année de carrière, les membres en ont profité pour annoncer l'ouverture de leur propre label appelé Beast Music. Cube Entertainment a expliqué au média Star News que grâce à ce label indépendant, le groupe pourrait développer un peu plus sa carrière au Japon. Le groupe a annoncé qu'il sortirait une série de nouvelles chansons sur une période de 10 mois dont la première est "One" dévoilée en cette date par le biais d'iTunes au Japon. Le 15 mai 2015, une vidéo lyrique du titre nippon Hands Up est mise en ligne. Le 6 juin, le clip vidéo intégral du titre japonais, "Can't Wait To Love You" est mis en ligne suivi par une version « courte » du clip vidéo d'un autre titre japonais, This is My Life, le 22 juin.
Le 9 juillet 2015, le retour du groupe est annoncé via une vidéo teaser, plus tard la date exacte de leur retour est dévoilée, qui est le 27 juillet 2015. Deux MV sont mis en ligne pour leur retour, le premier nommé Gotta Go to Work, mis en ligne le 20 juillet et le second YeY, le 27 juillet, date à laquelle le groupe sort son huitième EP Ordinary, duquel sont issus les deux titres. Le 14 août, le groupe publie le single japonais, #TBM suivi trois jours plus tard, le 17 par son MV. Le 31 août, le groupe met en ligne la version japonaise de YeY avec son clip vidéo.
Le 19 avril 2016, Cube Entertainement annonce officiellement que Jang Hyun-Seung quitte Beast et qu'il va continuer sa carrière en solo.

## Membres
| Nom de scène | Nom alternatif | Nom de naissance       | Position                            |
| ------------ | -------------- | ---------------------- | ----------------------------------- |
| DuJun        | DooJoon        | Yoon Du Jun (윤두준)   | Leader, chanteur, rappeur           |
| Junhyung     | Joker          | Yong Jae Soon (용재순) | Rappeur principal                   |
| Yoseob       | Yoseop         | Yang Yo Seob (양요섭)  | Chanteur principal                  |
| Gi Kwang     | Kikwang / AJ   | Lee Gi Kwang (이기광)  | Chanteur, danseur principal, visuel |
| Dongwoon     | /              | Son Dongwoon (손동운)  | Chanteur, maknae (le plus jeune)    |

### Membres
- Yoon Doo-joon (윤두준), né le 4 juillet 1989 (35 ans), est le leader du groupe.
- Yong Jun-hyung (용준형), de son vrai nom Yong Jae Soon, est né le 19 décembre 1989 (35 ans). Il est un ancien membre du groupe coréen Xing. Il a été en couple dès juin 2011 jusqu'à en mars 2013 avec la chanteuse Hara du groupe de K-pop Kara[26],[27].
- Yang Yo-seob (양요섭) est né le 5 janvier 1990 (35 ans). Sa spécialité est le chant. Il était un danseur de AJ, qui était également son ami de lycée.
- Lee Gi-kwang (이기광) est né le 30 mars 1990 (34 ans). Il était chanteur en solo sous le nom de Ace Junior (AJ) avant de devenir le visuel, chanteur et danseur des Beast (B2ST).
- Son Dong-woon (동운), de son vrai nom Son Dong Un, est né le 6 juin 1991 (33 ans).

### Anciens membres
- Jang Hyun-seung (장현승), né le 3 septembre 1989 (35 ans). Il a quitté officiellement Beast le 19 avril 2016. il devait faire partie du groupe coréen Big Bang mais est éliminé de l'émission qui suivait la formation du groupe. Il aime jouer au bowling et surfer sur Internet. Il fait partie depuis 2011, du duo Trouble Maker avec la chanteuse et rappeuse de 4Minute, Hyuna. Le duo sort leur premier EP Trouble Maker en décembre 2011.

## Distinctions

### Golden Disk Awards
| Année | Titre                           | Travail nommé             | Résultat   |
| ----- | ------------------------------- | ------------------------- | ---------- |
| 2010  | Samsung Yepp Newcomer Award     | Beast                     | Lauréat    |
| 2012  | Disk Bonsang                    | Fiction and Fact          | Lauréat    |
| 2012  | CeCi K-pop Icon Award           | Fiction and Fact          | Lauréat    |
| 2012  | MSN International Award         | Fiction and Fact          | Lauréat    |
| 2013  | Popularity Award                | Midnight Sun              | Nomination |
| 2013  | Disk Album Award                | Midnight Sun              | Lauréat    |
| 2013  | JTBC Best Artist Award          | Midnight Sun              | Lauréat    |
| 2014  | Popularity Award                | Hard to Love, How to Love | Lauréat    |
| 2014  | Disk Bonsang                    | Hard to Love, How to Love | Lauréat    |
| 2015  | Album de l'année                | Good Luck                 | Nomination |
| 2015  | Meilleure performance masculine | Good Luck                 | Lauréat    |
| 2015  | Popularity Awards               | Good Luck                 | Lauréat    |
| 2015  | Digital Bonsang                 | 12시 30분                 | Lauréat    |

### Mnet Asian Music Awards (MAMA)
| Année | Titre                                    | Travail nommé   | Résultat   |
| ----- | ---------------------------------------- | --------------- | ---------- |
| 2009  | Meilleur nouveau groupe masculin         | Bad Girl        | Nomination |
| 2010  | Meilleur groupe masculin                 | "Shock"         | Nomination |
| 2010  | Meilleur groupe masculin de danse        | "Shock"         | Nomination |
| 2011  | Meilleur performance masculine de danse  | Fiction         | Lauréat    |
| 2012  | Meilleur danse - groupe masculin         | Beautiful Night | Nomination |
| 2012  | Best Global Group-Male                   | Beautiful Night | Nomination |
| 2012  | Song of the Year                         | Beautiful Night | Nomination |
| 2012  | Groupe de l'année                        | Beautiful Night | Nomination |
| 2013  | Best Dance Performance - Male Group      | "Shadow"        | Nomination |
| 2013  | BC - UnionPay Song of the Year           | "Shadow"        | Nomination |
| 2014  | Best Male Group                          | Good Luck       | Nomination |
| 2014  | Groupe UnionPay de l'année               | Good Luck       | Nomination |
| 2014  | Album UnionPay de l'année (2014mama.com) | Good Luck       | Nomination |

### MelOn Music Awards (MMA)
| Année | Titre                       | Travail nommé | Résultat   |
| ----- | --------------------------- | ------------- | ---------- |
| 2011  | Top 10 (Bonsang)            | Beast         | Lauréat    |
| 2011  | Groupe de l'année (Daesang) | Beast         | Lauréat    |
| 2012  | Top 10 (Bonsang)            | Beast         | Lauréat    |
| 2012  | Netizen Choice Award        | Beast         | Lauréat    |
| 2012  | Groupe de l'année (Daesang) | Beast         | Lauréat    |
| 2013  | Top 10 (Bonsang)            | Beast         | Lauréat    |
| 2013  | Meilleur clip               | Shadow        | Lauréat    |
| 2014  | Top 10 (Bonsang)            | Beast         | Lauréat    |
| 2014  | Netizen Popularity Award    | Beast         | Lauréat    |
| 2014  | Groupe de l'année (Daesang) | Beast         | Nomination |

### Seoul Music Awards
| Année | Titre                     | Travail nommé            | Résultat |
| ----- | ------------------------- | ------------------------ | -------- |
| 2010  | Newcomer Award            | Beast                    | Lauréat  |
| 2010  | Bonsang Award             | Bad Girl and Mystery     | Lauréat  |
| 2011  | Bonsang Award             | Soom et Shock            | Lauréat  |
| 2012  | Bonsang Award             | Fiction et On Rainy Days | Lauréat  |
| 2013  | Bonsang Award             | Shadow                   | Lauréat  |
| 2014  | Bonsang Award             | Good Luck et 12:30       | Lauréat  |
| 2014  | Meilleur album de l'année | Time et 12:30            | Lauréat  |

### Autres récompenses
| Année | Titre |
| ----- | --- |
| 2009  | - Ministère de la culture, du sport et du tourisme : Rookie Music Award (décembre) - Cyworld Digital Music Award s: Rookie of the Month (décembre) ("Mystery")                                                                        |
| 2010  | - 4th Mnet 20's Choice Awards: Smoothie King Cool Star Award - 7th Asia Song Festival: Asia Influential Artist Award - 11th Korea Visual Arts Festival: Photogenic Award - SBS Inkigayo : Mutizen Award [Beautiful]                   |
| 2011  | - 5th Mnet 20's Choice Awards: Hot Performance Star - 8th Asia Song Festival: Top Asian Artist - 2011 Korean Popular Culture and Arts Award: Cultural Minister of Finance Award - 2011 KBS Music Festival: Song Of The Year (Fiction) |
| 2012  | - 7th Asia Model Awards: Popular Artist Award - 26th Japan Gold Disc Award: Best 3 New Artists - 1st Gaon Chart Awards: Album Of The Year - 5th Nickelodeon Korea Kids Choice Awards: Favorite Male Singer                            |
| 2014  | - M Countdown 10th Anniversary Special: Most Moving 1st Place Win - SBS Gayo Daejun : TOP 10 Artist - Soompi Awards : Song of The Year (12:30)                                                                                        |

### Programmes de classement musicaux

#### Music Bank
| Année | Date        | Chanson         |
| ----- | ----------- | --------------- |
| 2010  | 8 octobre   | Breath          |
| 2011  | 27 mai      | On Rainy Days   |
| 2011  | 3 juin      | Fiction         |
| 2011  | 10 juin     | Fiction         |
| 2012  | 10 août     | Beautiful Night |
| 2014  | 27 juin     | Good Luck,      |
| 2014  | 4 juillet   | Good Luck,      |
| 2014  | 11 juillet  | Good Luck,      |
| 2014  | 31 octobre  | 12:30,          |
| 2014  | 7 novembre  | 12:30,          |
| 2014  | 14 novembre | 12:30,          |
| 2015  | 7 août      | YeY             |
| 2016  | 15 juillet  | Ribbon          |

#### Inkigayo
| Année | Date       | Chanson          |
| ----- | ---------- | ---------------- |
| 2010  | 5 décembre | Beautiful        |
| 2011  | 5 juin     | Fiction          |
| 2011  | 12 juin    | Fiction          |
| 2013  | 4 août     | Shadow           |
| 2014  | 29 juin    | Good Luck,       |
| 2014  | 13 juillet | Good Luck,       |
| 2014  | 2 novembre | 12:30,           |
| 2014  | 9 novembre | 12:30,           |
| 2015  | 2 août     | Gotta Go to Work |
| 2015  | 9 août     | YeY              |

#### M Countdown
| Année | Date       | Chanson         |
| ----- | ---------- | --------------- |
| 2010  | 25 mars    | Shock           |
| 2010  | 14 octobre | Breath'"        |
| 2011  | 26 mai     | Fiction         |
| 2011  | 2 juin     | Fiction         |
| 2011  | 9 juin     | Fiction         |
| 2012  | 2 août     | Beautiful Night |
| 2012  | 9 août     | Beautiful Night |
| 2012  | 16 août    | Beautiful Night |
| 2013  | 1er août   | Shadow          |
| 2014  | 26 juin    | Good Luck       |
| 2015  | 6 août     | YeY             |

#### Show Champion
| Année | Date       | Chanson         |
| ----- | ---------- | --------------- |
| 2012  | 21 août    | Beautiful Night |
| 2014  | 2 juillet  | Good Luck       |
| 2014  | 29 octobre | 12:30           |
| 2015  | 5 août     | YeY             |
| 2016  | 13 juillet | Ribbon          |

#### Show! Music Core
| Année | Date         | Chanson           |
| ----- | ------------ | ----------------- |
| 2013  | 8 juin       | Will You Be Okay? |
| 2013  | 3 août       | Shadow            |
| 2014  | 21 juin      | No More           |
| 2014  | 28 juin      | Good Luck,        |
| 2014  | 5 juillet    | Good Luck,        |
| 2014  | 12 juillet   | Good Luck,        |
| 2014  | 1er novembre | 12:30,            |
| 2014  | 8 novembre   | 12:30,            |
| 2015  | 8 août       | Gotta Go to Work  |